# Bouças
Bouças foi um antigo concelho português que em passou a ser definitivamente designado por concelho de Matosinhos a partir de 1909. Continha, inicialmente, as freguesias de Bouças de Matosinhos, Guifões, Leça da Palmeira, Lordelo do Ouro, Nevogilde e Ramalde.
| Número de fogos em 1836 | Número de fogos em 1836 |
| Freguesia               | Fogos                   |
| ----------------------- | ----------------------- |
| Bouças de Matosinhos    | 500                     |
| Guifões                 | 120                     |
| Leça da Palmeira        | 329                     |
| Nevogilde               | 28                      |
| Ramalde                 | 492                     |
| Aldoar                  | 75                      |
| Custóias                | 154                     |
| Infesta                 | 300                     |
| Leça do Balio           | 292                     |
| Santa Cruz do Bispo     | 141                     |
| Lavra                   | 300                     |
| Perafita                | 160                     |
| Paranhos                | 496                     |
| Total                   | 3387                    |

Com a reforma administrativa promovida pelo Decreto de 6 de novembro de 1836, foram anexadas ao concelho as freguesias de Aldoar, Custóias, Infesta, Leça do Balio, Santa Cruz do Bispo, Lavra e Perafita, pertencentes ao extinto concelho de Leça do Balio, e a freguesia de Paranhos, pertencente ao concelho da Maia, enquanto que lhe foi desanexada a freguesia de Lordelo do Ouro que passou a integrar o concelho do Porto. A Carta de Lei de 27 de setembro de 1837 transferiu a freguesia de Paranhos para o concelho do Porto. A freguesia de Labruge foi transferida de Vila do Conde para Bouças com o Decreto de 24 de outubro de 1855, mas foi transferida de volta, por pedido da maioria dos eleitores, com Decreto de 18 de outubro de 1871.
A 17 de junho de 1856, o surto de cólera morbus que atacava o país deu entrada no concelho, registando-se 239 casos, incluindo o do médico Manuel Domingues dos Santos, e 154 mortes, fazendo maiores estragos na freguesia de Lavra. Os depósitos de algas e sargaços usados para adubo foram apontados como causa da propagação da epidemia na vila de Matosinhos, enquanto que em Lavra a presença de terrenos pantanosos facilitaria a presença de febres intermitentes como a febre tifoide que já tinha atacado a freguesia. O Relatório à epidemia encomendado ao Conselho de Saúde Pública do Reino, publicado a 1858, indicava ainda que o concelho tinha 13 mil habitantes dedicados quase exclusivamente à lavoura, com a excepção das zonas costeiras onde a população era pesqueira e onde se formavam marinheiros para viagens de longa distância.
Foi extinto em 1867, sendo criado o concelho de Matosinhos, mas foi restaurado vinte dias depois voltando à organização anterior.
O Diccionario de Geographia Universal, datado de 1878, indica que o concelho tinha a vila de Matosinhos como sede e era composto por 12 freguesias com um total de 17 320 habitantes. Destaca a produção de cereais, legumes e vinhos feita no solo muito fértil, e a presença de excelentes salinas. O concelho contava com 12 ferreiros, 26 moleiros, 19 tecelões e três fábricas de telha. Contava ainda com sete escolas masculinas e duas femininas.
A 6 de maio de 1909 foi extinto definitivamente para ser criado o concelho de Matosinhos, por este lugar ser mais importante que o de Bouças.